# 龚古尔 (上马恩省)
龚古尔（法語：Goncourt，法語發音：[ɡɔ̃kuʁ] ⓘ）是法国上马恩省的一个旧市镇，属于肖蒙区。2019年，龚古尔并入市镇默兹河和穆宗河间布尔蒙。

## 地名
该地于900年被命名为“Godoniscort”，意为“Godo(n)之地”，其中“Godo(n)”为日耳曼语人名。作家龔古爾兄弟的姓氏及其家族得名于此地。

## 地理
龚古尔（48°14'25"N, 5°36'28"E）面积18.77 平方千米，位于法国大東部大區上马恩省，该省份为法国东北部内陆省份，北起马恩省和默兹省，西接奥布省，西南接科多尔省，东南接上索恩省，东临孚日省。
与龚古尔接壤的市镇（或旧市镇、城区）包括：布尔蒙、沙尔夫赖讷、阿雷维尔莱尚特尔、伊卢、小利福勒、普雷苏拉福什、萨尔特、索姆雷库尔。
龚古尔的时区为UTC+01:00、UTC+02:00（夏令时）。

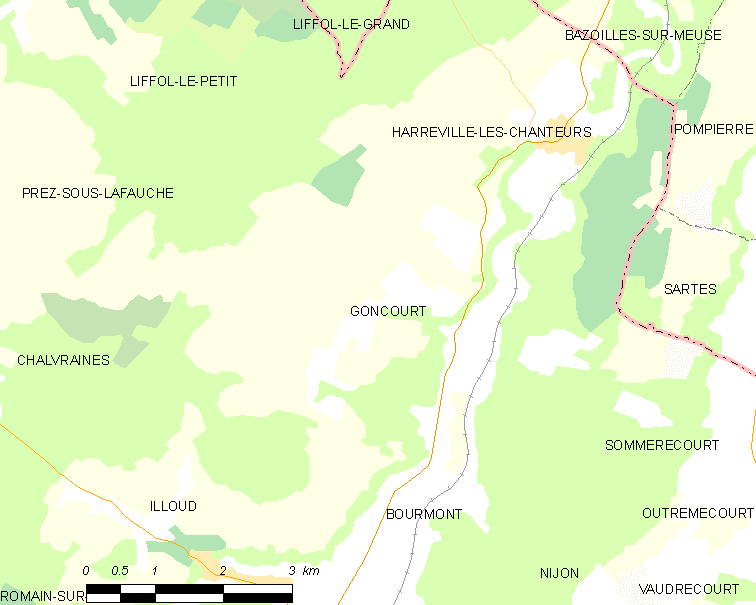
龚古尔的OSM定位图

## 行政
龚古尔的邮政编码为52150，INSEE市镇编码为52225。

## 政治
龚古尔所属的省级选区为普瓦松县。

## 人口

1962-2008年间龚古尔人口变化图示

龚古尔于2018年1月1日时的人口数量为300人。